# Лечень (Телеорман)
Лечень, Лечені (рум. Lăceni) — село у повіті Телеорман в Румунії. Входить до складу комуни Орбяска.
Село розташоване на відстані 72 км на південний захід від Бухареста, 12 км на північ від Александрії, 124 км на схід від Крайови.

## Населення
За даними перепису населення 2002 року у селі проживали 2607 осіб.
Національний склад населення села:
| Національність | Кількість осіб | Відсоток |
| -------------- | -------------- | -------- |
| румуни         | 2553           | 97,9%    |
| цигани         | 54             | 2,1%     |

Рідною мовою назвали:
| Мова      | Кількість осіб | Відсоток |
| --------- | -------------- | -------- |
| румунська | 2580           | 99,0%    |
| циганська | 27             | 1,0%     |